# Gran Premio motociclistico d'Argentina 2014
Il Gran Premio motociclistico d'Argentina 2014 è stata la terza prova del motomondiale del 2014.
La gara ha visto il ritorno nel calendario iridato del Gran Premio motociclistico d'Argentina dopo un'assenza di 15 anni ed è stata disputata su un nuovo circuito, quello di Termas de Río Hondo. Si tratta dell'undicesima edizione del Gran Premio disputato nella nazione sudamericana.
La prima prova disputata è stata quella della Moto3 dove si è imposto Romano Fenati su KTM, seguita da quella della Moto2 dove si è imposto Esteve Rabat su Kalex e quella della MotoGP dove la vittoria è andata a Marc Márquez su Honda.

## MotoGP
Al termine della gara le prime due posizioni sono state appannaggio degli stessi piloti che già se le erano aggiudicate nel gran premio precedente, cioè Marc Márquez (giunto al terzo successo consecutivo della stagione) e Daniel Pedrosa entrambi in sella alla Honda RC213V; alle loro spalle si sono classificate le due Yamaha YZR-M1 del team ufficiale Yamaha condotte rispettivamente da Jorge Lorenzo e Valentino Rossi. Tra le moto Open si è imposto Hiroshi Aoyama su Honda, giunto al 10º posto assoluto.
La classifica iridata vede ovviamente al comando Marc Marquez, vincitore di tutte le prove fin qui disputate nella stagione, davanti al compagno di squadra Pedrosa.

### Arrivati al traguardo
| Pos. | Nº | Pilota           | Squadra                   | Motocicletta       | Giri | Tempo           | Griglia | Punti |
| ---- | -- | ---------------- | ------------------------- | ------------------ | ---- | --------------- | ------- | ----- |
| 1º   | 93 | Marc Márquez     | Repsol Honda              | Honda RC213V       | 25   | 41min 39s 281ms | 1º      | 25    |
| 2º   | 26 | Dani Pedrosa     | Repsol Honda              | Honda RC213V       | 25   | +1.827          | 3º      | 20    |
| 3º   | 99 | Jorge Lorenzo    | Movistar Yamaha           | Yamaha YZR-M1      | 25   | +3.201          | 2º      | 16    |
| 4º   | 46 | Valentino Rossi  | Movistar Yamaha           | Yamaha YZR-M1      | 25   | +4.898          | 6º      | 13    |
| 5º   | 6  | Stefan Bradl     | LCR Honda                 | Honda RC213V       | 25   | +15.029         | 9º      | 11    |
| 6º   | 29 | Andrea Iannone   | Pramac Racing             | Ducati Desmosedici | 25   | +19.447         | 8º      | 10    |
| 7º   | 38 | Bradley Smith    | Monster Yamaha Tech 3     | Yamaha YZR-M1      | 25   | +24.192         | 7º      | 9     |
| 8º   | 44 | Pol Espargaró    | Monster Yamaha Tech 3     | Yamaha YZR-M1      | 25   | +29.118         | 11º     | 8     |
| 9º   | 4  | Andrea Dovizioso | Ducati Team               | Ducati Desmosedici | 25   | +33.673         | 5º      | 7     |
| 10º  | 7  | Hiroshi Aoyama   | Drive M7 Aspar            | Honda RCV1000R     | 25   | +43.279         | 16º     | 6     |
| 11º  | 69 | Nicky Hayden     | Drive M7 Aspar            | Honda RCV1000R     | 25   | +43.352         | 12º     | 5     |
| 12º  | 68 | Yonny Hernández  | Energy T.I. Pramac Racing | Ducati Desmosedici | 25   | +44.819         | 17º     | 4     |
| 13º  | 17 | Karel Abraham    | Cardion AB Motoracing     | Honda RCV1000R     | 25   | +45.178         | 15º     | 3     |
| 14º  | 45 | Scott Redding    | GO&FUN Honda Gresini      | Honda RCV1000R     | 25   | +48.656         | 13º     | 2     |
| 15º  | 41 | Aleix Espargaró  | NGM Forward Racing        | Forward Yamaha     | 25   | +52.250         | 4º      | 1     |
| 16º  | 8  | Héctor Barberá   | Avintia Racing            | Avintia GP14       | 25   | +53.505         | 21º     |       |
| 17º  | 51 | Michele Pirro    | Ducati Team               | Ducati Desmosedici | 25   | +53.669         | 19º     |       |
| 18º  | 70 | Michael Laverty  | Paul Bird Motorsport      | PBM                | 25   | +56.570         | 20º     |       |
| 19º  | 63 | Mike Di Meglio   | Avintia Racing            | Avintia GP14       | 25   | +1:03.140       | 22º     |       |
| 20º  | 5  | Colin Edwards    | NGM Forward Racing        | Forward Yamaha     | 25   | +1:05.760       | 14º     |       |
| 21º  | 23 | Broc Parkes      | Paul Bird Motorsport      | PBM                | 25   | +1:16.722       | 18º     |       |

### Ritirati
| Nº | Pilota          | Squadra              | Motocicletta | Giri | Griglia |
| -- | --------------- | -------------------- | ------------ | ---- | ------- |
| 19 | Álvaro Bautista | GO&FUN Honda Gresini | Honda RC213V | 0    | 10º     |
| 9  | Danilo Petrucci | IodaRacing Project   | ART          | 0    | 23º     |

## Moto2
Al termine della gara il vincitore è stato Esteve Rabat che già aveva ottenuto la pole position e che era al secondo successo stagionale (il quinto della carriera) dopo quello ottenuto nella prova inaugurale. Alle sue spalle Xavier Siméon e Luis Salom. In virtù anche del secondo posto ottenuto nel GP delle Americhe, lo spagnolo Rabat ha continuato a mantenere la testa della classifica iridata con un buon margine sul secondo classificato, margine più elevato tra tutte le classi in competizione.

### Arrivati al traguardo
| Pos. | Nº | Pilota              | Squadra                    | Motocicletta       | Giri | Tempo           | Griglia | Punti |
| ---- | -- | ------------------- | -------------------------- | ------------------ | ---- | --------------- | ------- | ----- |
| 1º   | 53 | Esteve Rabat        | Marc VDS Racing            | Kalex Moto2        | 23   | 40min 06s 114ms | 1º      | 25    |
| 2º   | 19 | Xavier Siméon       | Federal Oil Gresini        | Suter MMX2         | 23   | +2.094          | 3º      | 20    |
| 3º   | 39 | Luis Salom          | Pons HP 40                 | Kalex Moto2        | 23   | +3.702          | 6º      | 16    |
| 4º   | 77 | Dominique Aegerter  | Technomag carXpert         | Suter MMX2         | 23   | +4.868          | 16º     | 13    |
| 5º   | 3  | Simone Corsi        | NGM Forward Racing         | Forward KLX        | 23   | +5.010          | 9º      | 11    |
| 6º   | 15 | Alex De Angelis     | Tasca Racing               | Suter MMX2         | 23   | +8.564          | 8º      | 10    |
| 7º   | 36 | Mika Kallio         | Marc VDS Racing            | Kalex Moto2        | 23   | +13.157         | 14º     | 9     |
| 8º   | 22 | Sam Lowes           | Speed Up                   | Speed Up SF14      | 23   | +19.756         | 22º     | 8     |
| 9º   | 11 | Sandro Cortese      | Dynavolt Intact GP         | Kalex Moto2        | 23   | +20.308         | 13º     | 7     |
| 10º  | 81 | Jordi Torres        | Mapfre Aspar               | Suter MMX2         | 23   | +20.378         | 11º     | 6     |
| 11º  | 23 | Marcel Schrötter    | Tech 3                     | Tech 3 Mistral 610 | 23   | +20.970         | 12º     | 5     |
| 12º  | 95 | Anthony West        | QMMF Racing                | Speed Up SF14      | 23   | +21.499         | 20º     | 4     |
| 13º  | 21 | Franco Morbidelli   | Italtrans Racing           | Kalex Moto2        | 23   | +26.799         | 15º     | 3     |
| 14º  | 18 | Nicolás Terol       | Mapfre Aspar               | Suter MMX2         | 23   | +26.993         | 25º     | 2     |
| 15º  | 30 | Takaaki Nakagami    | Idemitsu Honda Team Asia   | Kalex Moto2        | 23   | +27.139         | 10º     | 1     |
| 16º  | 94 | Jonas Folger        | AGR Team                   | Kalex Moto2        | 23   | +28.598         | 5º      |       |
| 17º  | 60 | Julián Simón        | Italtrans Racing           | Kalex Moto2        | 23   | +33.433         | 19º     |       |
| 18º  | 5  | Johann Zarco        | AirAsia Caterham           | Caterham Suter     | 23   | +36.469         | 2º      |       |
| 19º  | 12 | Thomas Lüthi        | Interwetten Paddock        | Suter MMX2         | 23   | +37.361         | 27º     |       |
| 20º  | 55 | Hafizh Syahrin      | Petronas Raceline Malaysia | Kalex Moto2        | 23   | +43.603         | 17º     |       |
| 21º  | 25 | Azlan Shah          | Idemitsu Honda Team Asia   | Kalex Moto2        | 23   | +47.719         | 31º     |       |
| 22º  | 97 | Román Ramos         | QMMF Racing                | Speed Up SF14      | 23   | +48.286         | 29º     |       |
| 23º  | 99 | Sebastián Porto     | Argentina TSR Motorsport   | Kalex Moto2        | 23   | +51.314         | 32º     |       |
| 24º  | 10 | Thitipong Warokorn  | APH PTT The Pizza SAG      | Kalex Moto2        | 23   | +53.786         | 33º     |       |
| 25º  | 96 | Louis Rossi         | SAG Team                   | Kalex Moto2        | 23   | +53.807         | 24º     |       |
| 26º  | 49 | Axel Pons           | AGR Team                   | Kalex Moto2        | 23   | +55.902         | 26º     |       |
| 27º  | 4  | Randy Krummenacher  | IodaRacing Project         | Suter MMX2         | 23   | +56.812         | 23º     |       |
| 28º  | 7  | Lorenzo Baldassarri | Gresini Moto2              | Suter MMX2         | 23   | +1:00.599       | 21º     |       |
| 29º  | 70 | Robin Mulhauser     | Technomag carXpert         | Suter MMX2         | 23   | +1:00.877       | 34º     |       |
| 30º  | 8  | Gino Rea            | AGT Rea Racing             | Suter MMX2         | 23   | +1:08.910       | 28º     |       |
| 31º  | 45 | Tetsuta Nagashima   | Teluru Team JiR Webike     | TSR 6              | 23   | +1:08.978       | 30º     |       |

### Ritirati
| Nº | Pilota           | Squadra            | Motocicletta       | Giri | Griglia |
| -- | ---------------- | ------------------ | ------------------ | ---- | ------- |
| 40 | Maverick Viñales | Pons HP 40         | Kalex Moto2        | 5    | 4º      |
| 88 | Ricard Cardús    | Tech 3             | Tech 3 Mistral 610 | 2    | 18º     |
| 54 | Mattia Pasini    | NGM Forward Racing | Forward KLX        | 0    | 7º      |

## Moto3
Dopo una lunga serie di duelli, la gara si è conclusa con 4 piloti giunti nell'arco di poco più di 6/10 di secondo; si è imposto Romano Fenati su KTM che ha preceduto Álex Márquez su Honda (detentore del giro più veloce in gara), Jack Miller su KTM (partito dalla pole position) e Livio Loi su Kalex-KTM; per quest'ultimo, oltre ad essere il suo nuovo miglior piazzamento nella carriera del motomondiale, curiosamente il risultato è giunto in occasione del suo 17º compleanno. Il pilota australiano Jack Miller, dopo i successi ottenuti nelle prime due gare stagionali, ha continuato a mantenere la testa nella classifica iridata.

### Arrivati al traguardo
| Pos. | Nº | Pilota              | Squadra                   | Motocicletta        | Giri | Tempo           | Griglia | Punti |
| ---- | -- | ------------------- | ------------------------- | ------------------- | ---- | --------------- | ------- | ----- |
| 1º   | 5  | Romano Fenati       | SKY Racing Team VR46      | KTM RC 250 GP       | 21   | 38min 34s 451ms | 5º      | 25    |
| 2º   | 12 | Álex Márquez        | Estrella Galicia 0,0      | Honda NSF250R       | 21   | +0.099          | 11º     | 20    |
| 3º   | 8  | Jack Miller         | Red Bull KTM Ajo          | KTM RC 250 GP       | 21   | +0.540          | 1º      | 16    |
| 4º   | 11 | Livio Loi           | Marc VDS Racing           | Kalex KTM           | 21   | +0.624          | 9º      | 13    |
| 5º   | 42 | Álex Rins           | Estrella Galicia 0,0      | Honda NSF250R       | 21   | +5.530          | 8º      | 11    |
| 6º   | 7  | Efrén Vázquez       | SaxoPrint-RTG             | Honda NSF250R       | 21   | +5.653          | 2º      | 10    |
| 7º   | 32 | Isaac Viñales       | Calvo Team                | KTM RC 250 GP       | 21   | +8.965          | 18º     | 9     |
| 8º   | 31 | Niklas Ajo          | Avant Tecno Husqvarna Ajo | Husqvarna FR 250 GP | 21   | +14.985         | 7º      | 8     |
| 9º   | 52 | Danny Kent          | Red Bull Husqvarna Ajo    | Husqvarna FR 250 GP | 21   | +15.043         | 3º      | 7     |
| 10º  | 33 | Enea Bastianini     | Junior Team GO&FUN        | KTM RC 250 GP       | 21   | +17.310         | 17º     | 6     |
| 11º  | 10 | Alexis Masbou       | Ongetta-Rivacold          | Honda NSF250R       | 21   | +18.821         | 20º     | 5     |
| 12º  | 58 | Juanfran Guevara    | Mapfre Aspar              | Kalex KTM           | 21   | +19.038         | 12º     | 4     |
| 13º  | 19 | Alessandro Tonucci  | CIP                       | Mahindra MGP3O      | 21   | +19.197         | 10º     | 3     |
| 14º  | 41 | Brad Binder         | Ambrogio Racing           | Mahindra MGP3O      | 21   | +29.001         | 19º     | 2     |
| 15º  | 63 | Zulfahmi Khairuddin | Ongetta-AirAsia           | Honda NSF250R       | 21   | +38.124         | 25º     | 1     |
| 16º  | 38 | Hafiq Azmi          | SIC-AJO                   | KTM RC 250 GP       | 21   | +38.610         | 30º     |       |
| 17º  | 9  | Scott Deroue        | RW Racing GP              | Kalex KTM           | 21   | +38.669         | 21º     |       |
| 18º  | 51 | Bryan Schouten      | CIP                       | Mahindra MGP3O      | 21   | +38.807         | 24º     |       |
| 19º  | 57 | Eric Granado        | Calvo Team                | KTM RC 250 GP       | 21   | +48.717         | 27º     |       |
| 20º  | 84 | Jakub Kornfeil      | Calvo Team                | KTM RC 250 GP       | 21   | +58.925         | 4º      |       |
| 21º  | 65 | Philipp Öttl        | Interwetten Paddock       | Kalex KTM           | 21   | +59.582         | 31º     |       |
| 22º  | 61 | Arthur Sissis       | Mahindra Racing           | Mahindra MGP3O      | 21   | +1:00.029       | 29º     |       |
| 23ª  | 22 | Ana Carrasco        | RW Racing GP              | Kalex KTM           | 21   | +1:00.112       | 28ª     |       |
| 24º  | 95 | Jules Danilo        | Ambrogio Racing           | Mahindra MGP3O      | 21   | +1:06.128       | 32º     |       |
| 25º  | 23 | Niccolò Antonelli   | Junior Team GO&FUN        | KTM RC 250 GP       | 21   | +1:10.178       | 15º     |       |
| 26º  | 4  | Gabriel Ramos       | Kiefer Racing             | Kalex KTM           | 21   | +1:20.240       | 33º     |       |

### Ritirati
| Nº | Pilota            | Squadra               | Motocicletta   | Giri | Griglia |
| -- | ----------------- | --------------------- | -------------- | ---- | ------- |
| 3  | Matteo Ferrari    | San Carlo Team Italia | Mahindra MGP3O | 19   | 23º     |
| 98 | Karel Hanika      | Red Bull KTM Ajo      | KTM RC 250 GP  | 18   | 16º     |
| 43 | Luca Grünwald     | Kiefer Racing         | Kalex KTM      | 9    | 26º     |
| 21 | Francesco Bagnaia | SKY Racing Team VR46  | KTM RC 250 GP  | 8    | 6º      |
| 17 | John McPhee       | SaxoPrint-RTG         | Honda NSF250R  | 7    | 13º     |
| 55 | Andrea Locatelli  | San Carlo Team Italia | Mahindra MGP3O | 0    | 22º     |

### Non partito
| Nº | Pilota          | Squadra         | Motocicletta   | Griglia |
| -- | --------------- | --------------- | -------------- | ------- |
| 44 | Miguel Oliveira | Mahindra Racing | Mahindra MGP3O | 14º     |